# Gim Man-deok
Gim Man-deok eller Mandeok, född 1739, död 1812, var en koreansk kisaeng och affärskvinna.
Hon såldes av sina fattiga föräldrar till som slav till en kisaeng, som utbildade även henne för samma yrke. Som vuxen var hon verksam som kurtisan fram till att hon ansökte hos kungen om att få friges från sitt yrke med hänvisning till att hon inte var född in i yrket. Hon blev därefter en framgångsrik köpman och köpte och sålde livsmedel, tyger och annat. 
Hon använde år 1796 sin förmögenhet till nödhjälp under svälten på Jeju. Hon skänkte 90 procent av sin förmögenhet till de fattiga och svältande.  Den lokala styresmannen rapporterade detta till kungen och hon erbjöds en belöning, men hon bad i stället om att få göra en pilgrimsresa till berget Geumgang i huvudstaden. Hennes ansökan bifölls och allmänheten i byarna längs vägen fick order om att ge henne mat på vägen. Hon har beskrivits som den första kvinna i Korea som gav tillbaka sina pengar till samhället.  För denna gärning blev hon berömd och firades i litteratur och kultur. 